# Polska Agencja Rozwoju Przedsiębiorczości
Polska Agencja Rozwoju Przedsiębiorczości (PARP) – państwowa osoba prawna (agencja wykonawcza) podległa ministrowi właściwemu do spraw rozwoju regionalnego. Zarządza funduszami pochodzącymi z budżetu państwa i Unii Europejskiej, przeznaczonymi na wspieranie małych i średnich przedsiębiorstw oraz rozwój zasobów ludzkich.

## Opis
PARP działa na mocy ustawy z dnia 9 listopada 2000 r. o utworzeniu PARP, która określa zakres zadań, organy nadzoru, zasady tworzenia rocznych planów działania oraz sprawozdawczości z ich realizacji.
Prezesa PARP powołuje i odwołuje minister właściwy do spraw rozwoju regionalnego.
Agencja m.in. organizuje konkurs „Polski Produkt Przyszłości” promujący nowe, innowacyjne rozwiązania technologiczne oraz odpowiada za rozwój systemu sektorowych rad do spraw kompetencji.

## Struktura organizacyjna
Organami PARP są prezes oraz zarząd. PARP składa się z 20 komórek organizacyjnych:
- departamentów, które realizują merytoryczne zadania agencji, wyróżnia się 12 różnych departamentów
- biur, które zajmują się realizacją zadań w obszarze obsługi PARP, funkcjonuje 8 biur, które wykonują wskazane zadania.

## Prezesi
- Mirosław Marek (2005–2006)
- Danuta Jabłońska (2006–2009)
- Bożena Lublińska-Kasprzak (2009–2016)
- Dariusz Szewczyk (2016, jako p.o.)
- Patrycja Klarecka (2016–2018)
- Jadwiga Lesisz (2018, jako p.o.)
- Małgorzata Oleszczuk (2018–2021)[4]
- Marcin Czyża (w 2021, jako p.o.)
- Mikołaj Różycki (2021–2022, jako p.o.)
- Dariusz Budrowski (2022–2023)[5]
- Mikołaj Różycki (2023–2024, w 2023 także jako p.o.)[6]
- Joanna Zembaczyńska-Świątek (w 2024, jako p.o.)[7]
- Katarzyna Duber-Stachurska (2024–2025)[8][9]
- Krzysztof Gulda (od 2025, jako p.o.)[10]

## Działania
Do działań PARP należą
- działalność badawczo-analityczna
- działalność publikacyjna
- wdrażanie programów rozwoju gospodarki
- działalność doradczo-szkoleniowa.